# Арль
Арль (фр. Arles, окс. Arle) — город и коммуна на юго-востоке Франции в регионе Прованс — Альпы — Лазурный Берег, департамент Буш-дю-Рон, округ Арль, кантон Арль
.

## Географическое положение
Город расположен на берегах реки Роны, в начале её дельты, в 97 км западнее Марселя и в 744 км южнее Парижа.
Площадь коммуны — 758,93 км², население — 51 970 человек (2006) с тенденцией к стабилизации: 52 439 человек (2012), плотность населения — 69,1 чел/км².

## Население
Население коммуны в 2011 году составляло 52 510 человек, а в 2012 году — 52 439 человек.
| 1962  | 1968  | 1975  | 1982  | 1990  | 1999  | 2006  | 2011  | 2012  |
| ----- | ----- | ----- | ----- | ----- | ----- | ----- | ----- | ----- |
| 41932 | 45774 | 50059 | 50500 | 52058 | 50426 | 51970 | 52510 | 52439 |

Динамика населения:

## Экономика
В 2010 году из 33 137 человек трудоспособного возраста (от 15 до 64 лет) 22 479 были экономически активными, 10 658 — неактивными (показатель активности 67,8 %, в 1999 году — 66,4 %). Из 22 479 активных трудоспособных жителей работали 18 749 человек (9948 мужчин и 8801 женщина), 3730 числились безработными (1787 мужчин и 1943 женщины). Среди 10658 трудоспособных неактивных граждан 3190 были учениками либо студентами, 3017 — пенсионерами, а ещё 4451 — были неактивны в силу других причин.
На протяжении 2010 года в коммуне числилось 23 603 облагаемых налогом домохозяйства, в которых проживало 51 544,5 человека. При этом медиана доходов составила 15 тысяч 876 евро на одного налогоплательщика.

## История
Древнее название города — Арелат (Arelat). Его первыми известными жителями были лигуры. Они поселились здесь около 800 года до н. э. Город стал важным финикийским торговым портом ещё до того как перешёл к римлянам.
Римляне захватили город в 123 году до н. э. Арелат получил особенно большое значение после постройки канала, соединившего его со Средиземным морем в 104 году до н. э., однако он уступал Массилии, расположенной непосредственно на побережье. Во время гражданской войны Арелат встал на сторону Цезаря против Помпея, Массилия же поддержала Помпея. После победы Цезаря, в качестве вознаграждения, Арелат получил все привилегии, отнятые у Массилии. В городе находился лагерь VI легиона и колония ветеранов.
Арелат был важнейшим городом провинции Нарбонская Галлия. Он занимал площадь 99 акров (400 тыс. м²) и был окружён стенами. В городе было множество памятников, амфитеатр, триумфальная арка, цирк, театр.
Древний Арелат располагался ближе к морю, чем сейчас и служил важным портом, кроме того здесь был переброшен мост через Рону. Однако, этот мост не был стационарным, что необычно для римлян, а представлял собой нечто вроде понтонной переправы. Лодки, удерживаемые якорями, были снабжены башнями и разводными мостами на каждом из концов. Такая конструкция моста объясняется частыми сильными наводнениями на Роне, затруднявшими постройку стационарного моста. От этого римского моста в наши дни ничего не осталось.
Во времена Римской империи Арелат был важным культурным и религиозным центром. Здесь родился философ Фаворин. Город был важнейшим центром распространения христианства в Галлии. Первым епископом считается апостол от семидесяти святой Трофим (I век) и впоследствии среди епископов Арелата был целый ряд выдающихся клириков (в том числе, святые Гонорат, Иларий и Цезарий).
Вершины своего влияния город достиг в IV и V веках, когда римские императоры часто избирали Арелат своей ставкой во время военных кампаний. В 395 году он стал местом пребывания преторианского префекта Галлии. Император Константин I очень любил Арелат и построил здесь бани, частично сохранившиеся до наших дней. Его сын, Константин II, родился в Арелате. Когда узурпатор Константин III провозгласил себя императором Запада, он сделал Арелат своей столицей (408 год).
В VI веке город был захвачен и разорён вестготами, около 730 года — арабами.
В 934—1032 годах Арль был столицей могущественного Арльского королевства, затем на некоторое время здесь возобладало купеческо-республиканское управление по итальянскому образцу. В 1239 году Арль потерял политическую самостоятельность и вошёл в состав графства Провансского. В скором времени он уступил значение главного порта Южной Франции Марселю.
С февраля 1888 года по май 1889 года в Арле работали художники Поль Гоген и Винсент ван Гог; для последнего этот период был самым продуктивным в жизни.

## Достопримечательности
В Арле сохранилось немало античных строений — часть городской стены, театр (I век до н. э.) и амфитеатр (I век н. э.), где могло поместиться до 20 тысяч зрителей (до сих пор используются для проведения корриды). При раскопках было обнаружено много ценных произведений искусства (например, «Венера Арлезианская», перевезённая в Лувр). Собор Святого Трофима был построен в XII веке в романском стиле, в XV веке в его архитектуру был добавлен ряд готических элементов. Руины античного Арелата в 1981 году были объявлены памятником Всемирного наследия человечества.
Одна из площадей города названа именем русской писательницы Нины Николаевны Берберовой (фр. place Nina Berberova). На площади располагается издательство «Actes Sud», постоянным автором которого она была.

## Известные уроженцы
В Арле родились:
- Жанна Кальман — долгожительница, старейшая из когда-либо живших на Земле людей, чьи даты рождения и смерти документально подтверждены. Она родилась в 1875 году, прожила всю жизнь в этом городе и его окрестностях, и здесь же умерла в 1997 году. На момент смерти ей было 122 года и 164 дня. За свой долгий век она пережила 20 президентов Франции.
- Николя Рейес и Чико Бучикхи — гитаристы и вокалисты, создатели известной цыганской фолк-группы Gipsy Kings из Арля.
- Пьер-Антуан Антонель — первый мэр города, деятель Великой французской революции и журналист.

## Города-побратимы
- Вервье (фр. Verviers, валлон. Vervî), Бельгия
- Верчелли (итал. Vercelli), Италия
- Йорк (англ. York), Пенсильвания, США
- Калимнос (греч. Κάλυμνος, англ. Kalymnos), Греция
- Кувельес (исп. Cubelles), Испания
- Псков, Россия
- Санье[фр.] (фр. Sagné), Мавритания
- Уисбеч (англ. Wisbech), Англия
- Херес-де-ла-Фронтера (исп. Jerez de la Frontera), Испания
- Чжоучжуань (кит. упр. 周庄, пиньинь Zhōuzhuāng), Китай
- Фульда (нем. Fulda), Германия